# Grupo Vips
Grupo Vips es un grupo español multimarca y multiformato del sector de la restauración y el comercio, fundado en 1969. En 2018, fue adquirido por el grupo mexicano Alsea, integrando restaurantes y cafeterías en varios países.
La compañía gestionaba en propiedad o bajo el régimen de franquicia un total de siete cadenas: VIPS (cafetería-restaurante y tienda), VIPSmart, Ginos, The Wok, T.G.I. Fridays, Starbucks Coffee y Wagamama en España, Portugal y Andorra. Además, el grupo contaba con una fábrica de sándwiches, ensaladas y otros productos de venta en máquina expendedora, British Sandwich Factory (BSF).

## Historia
En 1964, el empresario mexicano Plácido Arango vuelve a la tierra de su padre para establecer el nuevo modelo de supermercado que junto a sus hermanos había creado en México en 1958, los Supermercados Aurrerá. Al calor de la cadena de supermercados, en 1969 extiende a España el nuevo concepto de restaurante y tienda bajo un mismo techo al que llamó Vips y que estaba triunfando en dicho país.
En 1975, el empresario vendió los 23 supermercados Aurrerá españoles a Galerías Preciados, pero no incluyó la venta de los restaurantes Vips a la cadena de grandes almacenes, siendo el origen del actual grupo empresarial todavía controlado por su fundador.
En 1973, abren en el barrio de Salamanca de Madrid su primer restaurante temático, de cocina italiana, Rugantino "Casa Tua", al que en 1975 se uniría Tattaglia, con la misma temática, y en 1986 Lucca.
En 1982, la cadena Vips inicia su expansión por el resto del país, con negocios propios. En el año 2009, en medio de la grave crisis económica mundial, la mala situación económica de la empresa obliga a cerrar cientos de restaurantes para ahorrar costes. Hasta el año 2015, no se volvieron a abrir nuevos establecimientos de esta enseña, ahora con un nuevo modelo de negocio basado en la franquicia.
En el año 1987, el grupo crea la cadena de restauración basada en la gastronomía italiana Ginos, que sigue los mismos pasos de su hermana mayor Vips.
En el año 1992, la empresa se hace con los derechos de explotación de la marca de cocina americana casual T.G.I. Friday's, que concentra en mercados selectos de España y no se empieza a expandir hasta la década de los 2010.
El Grupo Vips crea en 1996 el llamado Club Vips, un programa de fidelización pionero en la hostelería española, que en el año 2016 fue totalmente renovado lanzándose una aplicación móvil que además de permitir gestionar los servicios ya ofrecidos, incorpora la posibilidad de pagar con el móvil, reservar mesa en uno de sus restaurantes o realizar pedidos de comida a domicilio.

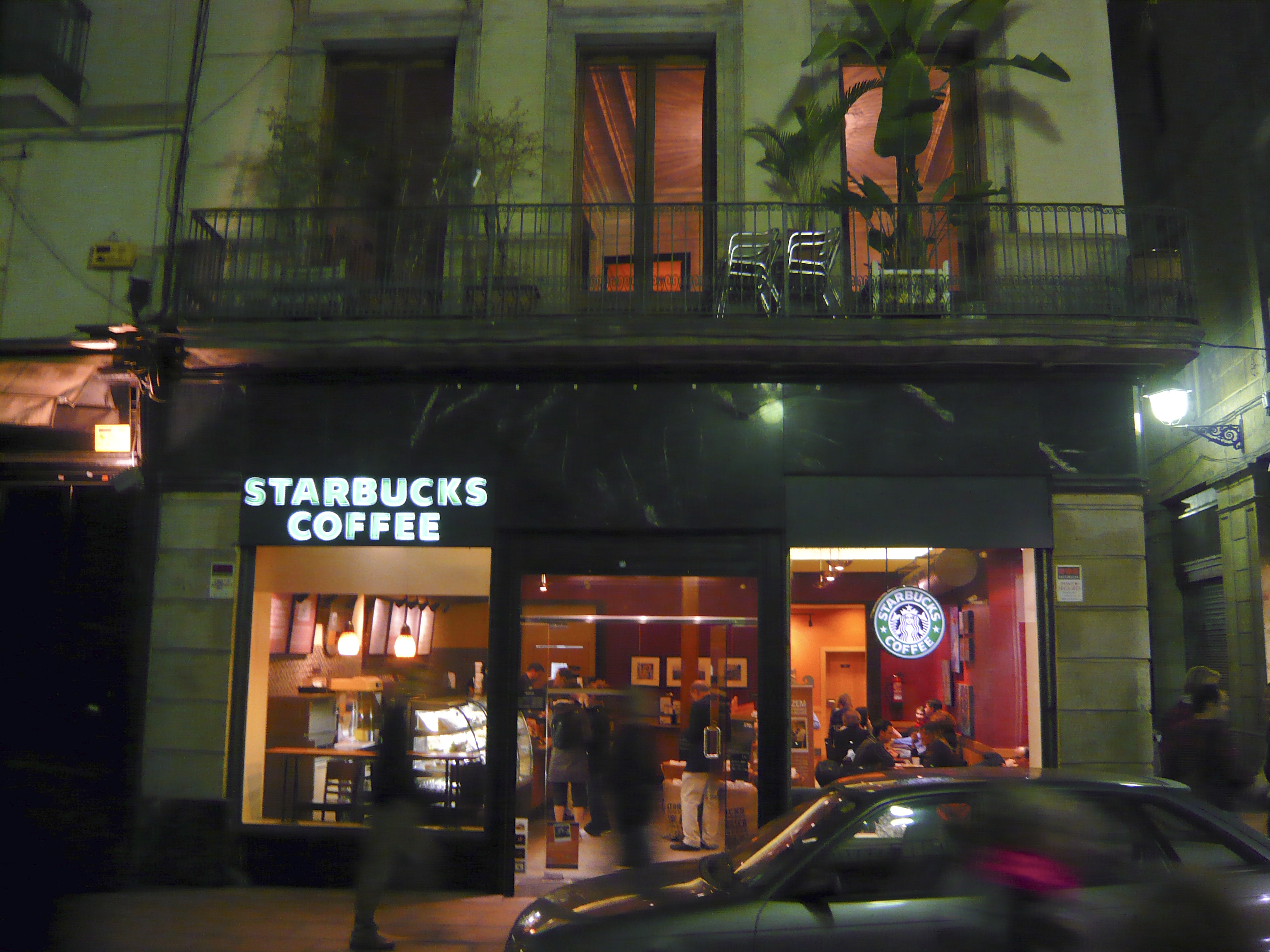
Cafetería Starbucks en Barcelona

En 2001, el Grupo Vips se alía con "Starbucks" para traer la marca de cafeterías a España a través de una joint-venture repartida al 50%, que en 2009 pasó a controlar íntegramente el grupo español. Las primeras dos tiendas se inauguraron en Madrid en 2002 y en Barcelona en 2003, a las que siguieron la expansión por Francia en 2004, que se vendió en 2009 y en Portugal en 2008. En el año 2013 la crisis por la que pasaba la compañía obligó a vender el 49% de las participaciones de Starbucks España de nuevo a la matriz estadounidense, que fueron recompradas por el Grupo Vips en 2016. El acuerdo para la explotación de la marca Starbucks por parte del Grupo Vips se prolongará hasta 2030. Actualmente existen 90 cafeterías Starbucks en España y 11 en Portugal, así como en Andorra. Algunas de las cafeterías Starbucks se encuentran en centros comerciales de El Corte Inglés gracias a un acuerdo al que llegaron las dos empresas en 2013.
En el año 2005, el Grupo Vips compra la cadena madrileña de restaurantes asiáticos basada en el show cooking y en el uso de sartenes wok "The Wok".
En el año 2006, entró en el accionariado del grupo uno de los fondos de inversión del banco estadounidense Goldman Sachs con un 30% de las acciones, permaneciendo la familia Arango como principal accionista. Desde ese momento la empresa pasó por una fuerte crisis arrastrada por la mala situación económica de su principal mercado, entrando en pérdidas en el ejercicio de 2009, que no se volvieron a convertir en cifras positivas hasta 2015, con una cifra de ventas que alcanzaron los 377 millones de euros y un EBITDA de 23 millones. Mientras tanto, el grupo cerró numerosos restaurantes por toda la geografía y se deshizo de varias cadenas de restaurantes como LAH, Bice, Teatriz o El Bodegón.
En el año 2016, el Grupo Vips llega a un acuerdo con la cadena británica de restaurantes de comida pan-asiática Wagamama para traer su concepto a los mercados español y portugués, que abrirá sus primeros locales en 2017. Ese mismo año también está prevista la salida de Goldman Sachs del accionariado, con la venta de sus acciones a otro fondo de inversión.
En octubre de 2018, el Grupo Vips fue adquirido por Zena Alsea, integrándose en la sociedad Food Service Project S. L. —filial europea del grupo mexicano con sede en Madrid—.

## Marcas
Propias
- VIPS, VIPSmart y VIPS Cafetería
- Ginos
- Foster's Hollywood
- The Wok
- Domino's Pizza

Concesión en España, Andorra y Portugal
- Starbucks
- Burger King
- T.G.I. Fridays
- wagamama